# 사쿠라걸
〈사쿠라걸〉(さくらガール 사쿠라 가루[*])은 NEWS의 12번째 싱글이다.

## 개요
- 약 11개월 만의 신곡이다.
- 발표 당초로는 24일 발매 예정이었지만, 며칠 후에 31일로 변경되었다.
- 특전으로 착신음 무비 다운로드의 ID용지가 들어가 있어, 초회반에서는 벚꽃 Ver. 통상반의 초회 프레스에만 응원 Ver.이 봉입된다.
- 야마시타가 〈[山][P]〉라고 쓰여진 종이컵을 사용하는 PV가 〈별을 향해서〉, 〈weeeek〉, 〈태양의 눈물〉, 〈SUMMER TIME〉, 〈Happy Birthday〉, 〈사랑의 ABO〉로 6회 연속 등장해 항례가 되고 있었지만, 이번에는 등장하지 않는다.
- 2010년 4월 12일자의 오리콘 주간 싱글 차트에서, 데뷔로부터 12작 연속 1위를 획득.

## 수록곡

### 초회 생산 한정반
1. さくらガール / 사쿠라걸
작사: 히로이즘, Hacchin' Maya / 작곡·편곡: 히로이즘
2. あなたがとなりにいるだけで / 네가 곁에 있는 것만으로
작사: 키츠오 키요시 / 작곡·편곡: Shusui, Anders Dannvik
3. Love Melodies
작사: Maboo / 작곡: 타이치·카와구치 스스무 / 편곡: 히라타 쇼이치로
4. さくらガール（アカペラ） / 사쿠라걸 (아 카펠라)
작사: 히로이즘, Hacchin' Maya / 작곡: 히로이즘 / 편곡: 타카하시 테츠야

사양·봉입 특전
- 2면 4페이지 자켓
- 갈아입히는 자켓 6종류 봉입 (3면 6페이지)

### 통상반
1. さくらガール / 사쿠라걸
2. あなたがとなりにいるだけで / 네가 곁에 있는 것만으로
3. FREEDOM
작사: zopp / 작곡: Samuel Waermo, Shusui / 편곡: 스즈키 마사야
4. さくらガール（オリジナル・カラオケ）

사양·봉입 특전
- 3면 6페이지 자켓